# 곽영
곽영(郭嶸, 생몰년 미상)은 조선 중기의 무신으로, 본관은 의령, 호는 노곡이다.

## 생애
1576년에 전라우수사, 1578년 경상도병마절도사, 1591년 평안도병마절도사 등을 역임했다.
1592년 임진왜란이 일어나자 전라도 방어사로 전라도 순찰사 이광, 윤선각 등과 함께 8만 명의 군사를 모아 용인 전투를 치렀으나, 크게 패배했다.
이후 1592년 7월 의병장 고경명과 함께 제1차 금산 전투를 치렀으나 역시 패배했고, 사헌부로부터 탄핵을 받았다.
1595년 우변포장, 행호군 등을 역임하다가, 1599년 왕비가 수안에 머물 때 호위대장으로 왕비를 경호했다.